# 卡罗尔·克里然
卡罗尔·克里然（1980年6月5日—），斯洛伐克男子冰球运动员，场上位置是守门员。他曾代表斯洛伐克国家队参加2006年冬季奥林匹克运动会冰球比赛，获得第5名。